# Natalia Fileva
Natalia Fileva (Novossibirsk, 27 novembre 1963 - 31 mars 2019) est une femme d'affaires russe. Elle était présidente du conseil d'administration de la compagnie S7 Airlines. En 2018, Forbes l'a classée 4e femme la plus riche de Russie, avec une fortune estimée à 600 millions de dollars.

## Biographie
Avec son époux, elle gère S7 Airline, la deuxième plus grosse compagnie aérienne de passagers de Russie.
Le 31 mars 2019, alors qu'elle vient de quitter Cannes avec son père à bord d'un petit avion de tourisme, l'avion s'écrase dans un champ près d'Egelsbach (Allemagne). Son père, le pilote et elle sont tués dans l'accident.